# Uptown soul
Uptown soul, género musical derivado del soul con la influencia del uptown blues. Como los géneros predecesores dados en su misma zona tenía una producción mucho más dura que la del soul del sur. Destacaban las secciones de cuerda, los coros y las sofisticadas armonías y progresiones de los coros. Los vocalists de este género se acercaban en muchas ocasiones al estilo jazzístico o del easy listening.

## A
- P.P. Arnold

## B
- Maxine Brown
- Jerry Butler

## I
- The Impressions

## J
- Chuck Jackson

## L
- Major Lance
- Barbara Lewis

## M
- Curtis Mayfield

## R
- Minnie Riperton

## S
- The Supremes

## W
- Jackie Wilson

- Datos: Q6157282